# El mejor regalo (película de 1975)
El mejor regalo es una coproducción hispano-mexicana de comedia estrenada en 1975, dirigida por Javier Aguirre y protagonizada en los papeles principales por Jorge Rivero y Teresa Gimpera.

## Sinopsis
El día de su boda, Carlos se lleva una monumental sorpresa al ver que un niño llamado Carlitos le dice que es su hijo. La boda acaba suspendida y Carlos decide seguir al niño hasta su casa para conocer a su madre y descubrir lo que está pasando, lo que traerá más de una sorpresa.

## Reparto
- Teresa Gimpera como Elena.
- Jorge Rivero como Carlos.
- Carlos Selles como	Carlitos.
- Antonio Garisa como Comisario.
- Dyanik Zurakowska como Fanny.
- Florinda Chico como Doña Clotilde.
- José Bódalo como Don Carlos Álvarez.
- Laly Soldevila como Guardia.
- Ángel de Andrés como Taxista.
- George Rigaud como Doctor.
- Adoración Vázquez
- Ricardo Tundidor como Amigo de Carlos.
- Betsabé Ruiz como Amiga de Carlos.
- Xan das Bolas
- Álvaro de Luna como Enfermero.
- Luis Barbero como Don Luciano.
- Teófilo Calle
- Raquel Rodrigo
- Blaki como	Martínez.
- Yolanda Ríos
- Susan Taff
- Manuel Guitián
- Roberto Daniel
- Jorge Matamoros